# 1069年
| 千纪： | 2千纪 |
| 世纪： | 10世纪 \| 11世纪 \| 12世纪 |
| 年代： | 1030年代 \| 1040年代 \| 1050年代 \| 1060年代 \| 1070年代 \| 1080年代 \| 1090年代                                                         |
| 年份： | 1064年 \| 1065年 \| 1066年 \| 1067年 \| 1068年 \| 1069年 \| 1070年 \| 1071年 \| 1072年 \| 1073年 \| 1074年                               |
| 纪年： | 己酉年（鸡年）；辽咸雍五年；北宋熙宁二年；西夏道二年、天賜禮盛國慶元年；大理正德八年；越南天貺寶象二年，神武元年；日本治曆五年，延久元年 |

## 大事记
- 中国
  - 二月，王安石任參知政事，設立制置三司條例司。
  - 七月，實行均輸法。
  - 九月，實行青苗法。
  - 十一月，實行農田水利法。
  - 在北宋名將王韶的感化下，吐蕃腹地熙河、青唐落入北宋朝手中，羌人首領俞龍珂率部屬十二萬內附。
- 西亞
  - 東羅馬帝國與塞爾柱帝國簽訂和約。

## 逝世
- 王贄 (宋朝)